# Cvilin (Foča-Ustikolina)
Pour les articles homonymes, voir Cvilin.
Cvilin (en cyrillique : Цвилин) est un village de Bosnie-Herzégovine. Il est situé dans la municipalité de Foča-Ustikolina, dans le canton du Podrinje bosnien et dans la fédération de Bosnie-et-Herzégovine. Selon les premiers résultats du recensement bosnien de 2013, il compte 250 habitants.
Avant la guerre de Bosnie-Herzégovine, le village faisait entièrement partie de la municipalité de Foča ; à la suite des accords de Dayton (1995), une portion de son territoire a été rattachée à la municipalité de Foča-Ustikolina nouvellement créée et intégrée à la fédération de Bosnie-et-Herzégovine.

## Géographie
Cvilin est situé sur les bords de la Drina.

## Histoire
Vers 950/960 se déroula à Cvilin une bataille entre les Serbes du roi Časlav et les Magyars du chef Kis.

## Démographie

### Évolution historique de la population
| 1948 | 1953 | 1961 | 1971 | 1981 | 1991 | 2013 |
| ---- | ---- | ---- | ---- | ---- | ---- | ---- |
| -    | -    | 483  | 616  | 576  | 559  | 250  |

|  |